# Радвілішкіс (футбольний клуб)
Футбольний клуб «Радвілішкіс» (лит. Futbolo sporto klubas Radviliškis, FSK Radviliškis, Radviliškio SC, ŠSPC-Radviliškis) — литовський футбольний клуб з Радвілішкіс, заснований у 2014 році. Домашні матчі приймає на Міському стадіоні, місткістю 1 000 глядачів.

## Сезони
| Сезон | Рівень | Ліга                | Місце | Примітки |
| ----- | ------ | ------------------- | ----- | -------- |
| 2015  | 3.     | Друга ліга (Захід)  | 6.    | [ 2 ]    |
| 2016  | 3.     | Друга ліга (Захід)  | 8.    | [ 3 ]    |
| 2017  | 4.     | Третя ліга (Шяуляй) | 2.    |          |
| 2018  | 4.     | Третя ліга (Шяуляй) | 1.    |          |
| 2019  | 3.     | Друга ліга (Захід)  | 1.    | [ 4 ]    |

## Кольори форми
| 2015–2018 | 2015−2018 | 2019 | 2019 воротар |